# Таловское сельское поселение (Кемеровская область)
Таловское се́льское поселе́ние — упразднённое муниципальное образование в Яшкинском районе Кемеровской области Российской Федерации.
Административный центр — село Таловка.

## История
Статус и границы сельского поселения установлены Законом Кемеровской области от 17 декабря 2004 года № 104-ОЗ «О статусе и границах муниципальных образований»

## Население
| 2010 | 2011 | 2012 | 2013 | 2014 | 2015 | 2016 |
| ---- | ---- | ---- | ---- | ---- | ---- | ---- |
| 544  | ↘543 | ↘508 | ↘492 | ↘457 | ↘452 | ↘439 |
| 2017 | 2018 | 2019 |      |      |      |      |
| ↘431 | ↘413 | ↘403 |      |      |      |      |

## Состав сельского поселения
| № | Населённый пункт | Тип населённого пункта       | Население |
| - | ---------------- | ---------------------------- | --------- |
| 1 | Каменный Брод    | деревня                      | 2         |
| 2 | Клинцовка        | деревня                      | 1         |
| 3 | Крутовка         | деревня                      | 6         |
| 4 | Низовка          | деревня                      | 1         |
| 5 | Таловка          | село, административный центр | 534       |